# Federation Socialiste de Bretagne
Federation Socialiste de Bretagne (FSB) fou un partit polític bretó d'esquerra obrera i radical liberal, fundat el 3 de març del 1900 a Naoned per Charles Brunellière i Émile Masson, qui apel·lava a assumir l'idioma i especifitat bretones per aconseguir l'extensió del socialisme. A començaments del 1912 ja agrupava 69 sindicats i 34 grups locals dels cinc departaments. Tot i que la seva vida autònoma s'acabaria el 1907, fou un precedent del futur bretonisme d'esquerres i primera temptativa de lligar l'alliberament de Bretanya a l'alliberament de la classe treballadora.
El 1912 editava l'òrgan Brug, des d'on faria la crida al diari Le Rappel de Morbihan, òrgan de la SFIO al departament, Bretons socialistes, parlons à nos frères rustiques leur langue, alhora que clamava contra els republicans francesos per castigar amb el simbol a les escoles per parlar en bretó. Tanmateix, la postura de Masson fou gairebé una excepció dins els socialistes bretons, i si no, només cal llegir La terre des prêtes(1924) del socialista bretó Yves Le Febvre, recull de tots els tòpics antibretons i on proposa l'abandó de la llengua bretona.